# Nazionale maschile under 19 di football americano della Norvegia
La Nazionale di football americano Under-19 della Norvegia è la selezione maschile di football americano della NoAFF, che rappresenta la Norvegia nelle varie competizioni ufficiali o amichevoli riservate a squadre nazionali Under-19.

## Risultati
Legenda: Grassetto: Risultato migliore, Corsivo: Mancate partecipazioni

## Dettaglio stagioni

### Tornei

#### Campionato europeo

##### Fase finale
| Stagione | regular season | regular season | regular season | regular season | regular season | regular season | playoff | playoff | playoff | playoff | playoff | playoff      | playoff    |
|          | Vin            | Par            | Per            | Tot            | PF             | PS             | Vin     | Per     | Tot     | PF      | PS      | risultato    | avversaria |
| -------- | -------------- | -------------- | -------------- | -------------- | -------------- | -------------- | ------- | ------- | ------- | ------- | ------- | ------------ | ---------- |
| 2019     | -              | -              | -              | -              | -              | -              | 0       | 3       | 3       | 27      | 86      | Ottavo posto | Italia     |
| Totale   | -              | -              | -              | -              | -              | -              | 0       | 3       | 3       | 27      | 86      |              |            |

Fonte: britballnow.co.uk

##### Qualificazioni
| Stagione | regular season | regular season | regular season | regular season | regular season | regular season | playoff | playoff | playoff | playoff | playoff | playoff   | playoff       |
|          | Vin            | Par            | Per            | Tot            | PF             | PS             | Vin     | Per     | Tot     | PF      | PS      | risultato | avversaria    |
| -------- | -------------- | -------------- | -------------- | -------------- | -------------- | -------------- | ------- | ------- | ------- | ------- | ------- | --------- | ------------- |
| 1998     | -              | -              | -              | -              | -              | -              | 1       | 1       | 2       | 6       | 56      |           | Gran Bretagna |
| 2000     | -              | -              | -              | -              | -              | -              | 0       | 1       | 1       | ?       | ?       |           | Russia        |
| 2004     | -              | -              | -              | -              | -              | -              | 0       | 1       | 1       | 0       | 84      |           | Francia       |
| 2008     | -              | -              | -              | -              | -              | -              | 0       | 1       | 1       | 6       | 32      |           | Svezia        |
| 2019     | -              | -              | -              | -              | -              | -              | 1       | 0       | 1       | 30      | 12      |           | Gran Bretagna |
| Totale   | -              | -              | -              | -              | -              | -              | 2       | 4       | 6       | 42+?    | 184+?   |           |               |

Fonte: britballnow.co.uk

#### Campionato nordico
| Stagione | regular season | regular season | regular season | regular season | regular season | regular season | playoff | playoff | playoff | playoff | playoff | playoff      | playoff        |
|          | Vin            | Par            | Per            | Tot            | PF             | PS             | Vin     | Per     | Tot     | PF      | PS      | risultato    | avversaria     |
| -------- | -------------- | -------------- | -------------- | -------------- | -------------- | -------------- | ------- | ------- | ------- | ------- | ------- | ------------ | -------------- |
| 1997     | -              | -              | -              | -              | -              | -              | 0+?     | 1+?     | 2       | 0+?     | 55+?    | ?            | Danimarca      |
| 1999     | -              | -              | -              | -              | -              | -              | 0+?     | 1+?     | 2       | 14+?    | 55+?    | ?            | non conosciuta |
| 2003     | -              | -              | -              | -              | -              | -              | 0+?     | 1+?     | 2       | 0+?     | 60+?    | ?            | Danimarca      |
| 2005     | -              | -              | -              | -              | -              | -              | 0       | 2       | 2       | 7       | 84      | Quarto posto | Svezia         |
| 2007     | -              | -              | -              | -              | -              | -              | 0+?     | 1+?     | 2       | 0+?     | 27+?    | ?            | Danimarca      |
| 2009     | -              | -              | -              | -              | -              | -              | 0+?     | 1+?     | 2       | 0+?     | 56+?    | ?            | Finlandia      |
| 2018     | -              | -              | -              | -              | -              | -              | 1       | 1       | 2       | 50      | 35      | Terzo posto  | Danimarca      |
| Totale   | -              | -              | -              | -              | -              | -              | 1+?     | 8+?     | 14      | 57+?    | 257+?   |              |                |

Fonte: idrottonline.se

### Riepilogo partite disputate
| Anno            | Luogo        | Evento             | Fase del torneo          | Incontro                 | Risultato |
| 1997            | Västerås     | Campionato nordico | Semifinale               | Svezia - Norvegia        | 55 - 0    |
| 1997            | Västerås     | Campionato nordico | Finale 3º - 4º posto     | Danimarca - Norvegia     | ? - ?     |
| 1998            | Norvegia     | Europeo            | Qualificazioni           | Norvegia - Danimarca     | 6 - 2     |
| 1998            | Londra       | Europeo            | Qualificazioni           | Gran Bretagna - Norvegia | 54 - 0    |
| 1999            | Fredericia   | Campionato nordico | Semifinale               | Finlandia - Norvegia     | 55 - 14   |
| 2000            | Russia       | Europeo            | Qualificazioni           | Russia - Norvegia        | v - p     |
| 2003            | Oslo         | Campionato nordico | Semifinale               | Svezia - Norvegia        | 60 - 0    |
| 2003            | Oslo         | Campionato nordico | Finale 3º - 4º posto     | Danimarca - Norvegia     | ? - ?     |
| 2004            | Nizza        | Europeo            | Qualificazioni           | Francia - Norvegia       | 84 - 0    |
| 2005            | Tyresö       | Campionato nordico | Semifinale               | Finlandia - Norvegia     | 42 - 7    |
| 2005            | Tyresö       | Campionato nordico | Finale 3º - 4º posto     | Svezia - Norvegia        | 42 - 0    |
| 2007            | Aalborg      | Campionato nordico | Semifinale               | Finlandia - Norvegia     | 27 - 0    |
| 2007            | Aalborg      | Campionato nordico | Finale 3º - 4º posto     | Danimarca - Norvegia     | ? - ?     |
| 27 aprile 2008  | Stoccolma    | Europeo            | Qualificazioni           | Svezia - Norvegia        | 32 - 6    |
| 2009            | Kristiansand | Campionato nordico | Semifinale               | Norvegia - Svezia        | 0 - 56    |
| 2009            | Kristiansand | Campionato nordico | Finale 3º - 4º posto     | Norvegia - Finlandia     | ? - ?     |
| 17 ottobre 2018 | Kristianstad | Campionato nordico | Semifinale               | Svezia - Norvegia        | 38 - 0    |
| 21 ottobre 2018 | Kristianstad | Campionato nordico | Finale 3º - 4º posto     | Norvegia - Danimarca     | 35 - 12   |
| 30 marzo 2019   | Leeds        | Europeo            | Qualificazioni           | Gran Bretagna - Norvegia | 12 - 30   |
| 29 luglio 2019  | Bologna      | Europeo            | Quarti di finale         | Svezia - Norvegia        | 20 - 7    |
| 1º agosto 2019  | Bologna      | Europeo            | Semifinale 5º - 8º posto | Norvegia - Finlandia     | 0 - 28    |
| 4 agosto 2019   | Bologna      | Europeo            | Finale 7º - 8º posto     | Norvegia - Italia        | 20 - 37   |

## Confronti con le altre Nazionali
Questi sono i saldi della Norvegia nei confronti delle Nazionali incontrate.

### Saldo in pareggio
| Nazionale     | Giocate | Vinte | Pareggiate | Perse | PF | PS | Ultima vittoria | Ultimo pari | Ultima sconfitta |
| ------------- | ------- | ----- | ---------- | ----- | -- | -- | --------------- | ----------- | ---------------- |
| Gran Bretagna | 1       | 1     | 0          | 1     | 30 | 66 | 2019            | -           | 1998             |

### Saldo negativo
| Nazionale | Giocate | Vinte | Pareggiate | Perse | PF   | PS    | Ultima vittoria | Ultimo pari | Ultima sconfitta |
| --------- | ------- | ----- | ---------- | ----- | ---- | ----- | --------------- | ----------- | ---------------- |
| Italia    | 1       | 0     | 0          | 1     | 20   | 37    | -               | -           | 2019             |
| Francia   | 1       | 0     | 0          | 1     | 0    | 84    | -               | -           | 2004             |
| Russia    | 1       | 0     | 0          | 1     | ?    | ?     | -               | -           | 2000             |
| Finlandia | 5       | 0+?   | 0+?        | 4+?   | 21+? | 153+? | ?               | ?           | 2019?            |
| Svezia    | 7       | 0     | 0          | 7     | 13   | 303   | -               | -           | 2019             |

### Dati incompleti
| Nazionale | Giocate | Vinte | Pareggiate | Perse | PF   | PS   | Ultima vittoria | Ultimo pari | Ultima sconfitta |
| --------- | ------- | ----- | ---------- | ----- | ---- | ---- | --------------- | ----------- | ---------------- |
| Danimarca | 5       | 2+?   | ?          | ?     | 41+? | 14+? | 2018            | ?           | ?                |